# بخش واکمن (شهرستان هرون، اوهایو)
بخش واکمن (به انگلیسی: Wakeman Township) یک منطقهٔ مسکونی در ایالات متحده آمریکا است که در شهرستان هیورن، اوهایو واقع شده‌است.
 بخش واکمن ۶۵٫۹۵ کیلومتر مربع مساحت و ۲٬۷۳۱ نفر جمعیت دارد و ۲۴۶ متر بالاتر از سطح دریا واقع شده‌است.